# Abri IX

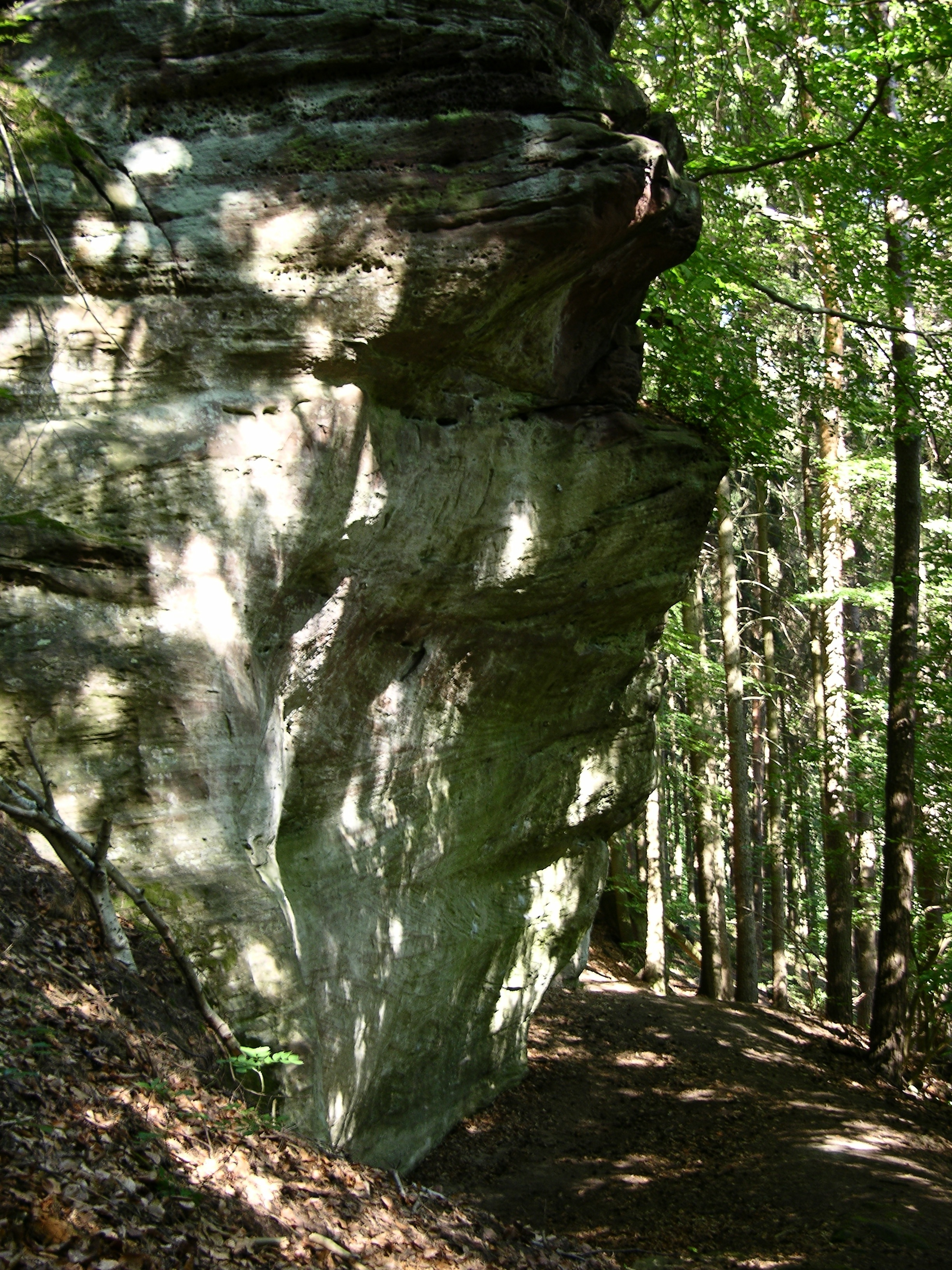
Das Abri IX am Bettenröder Berg

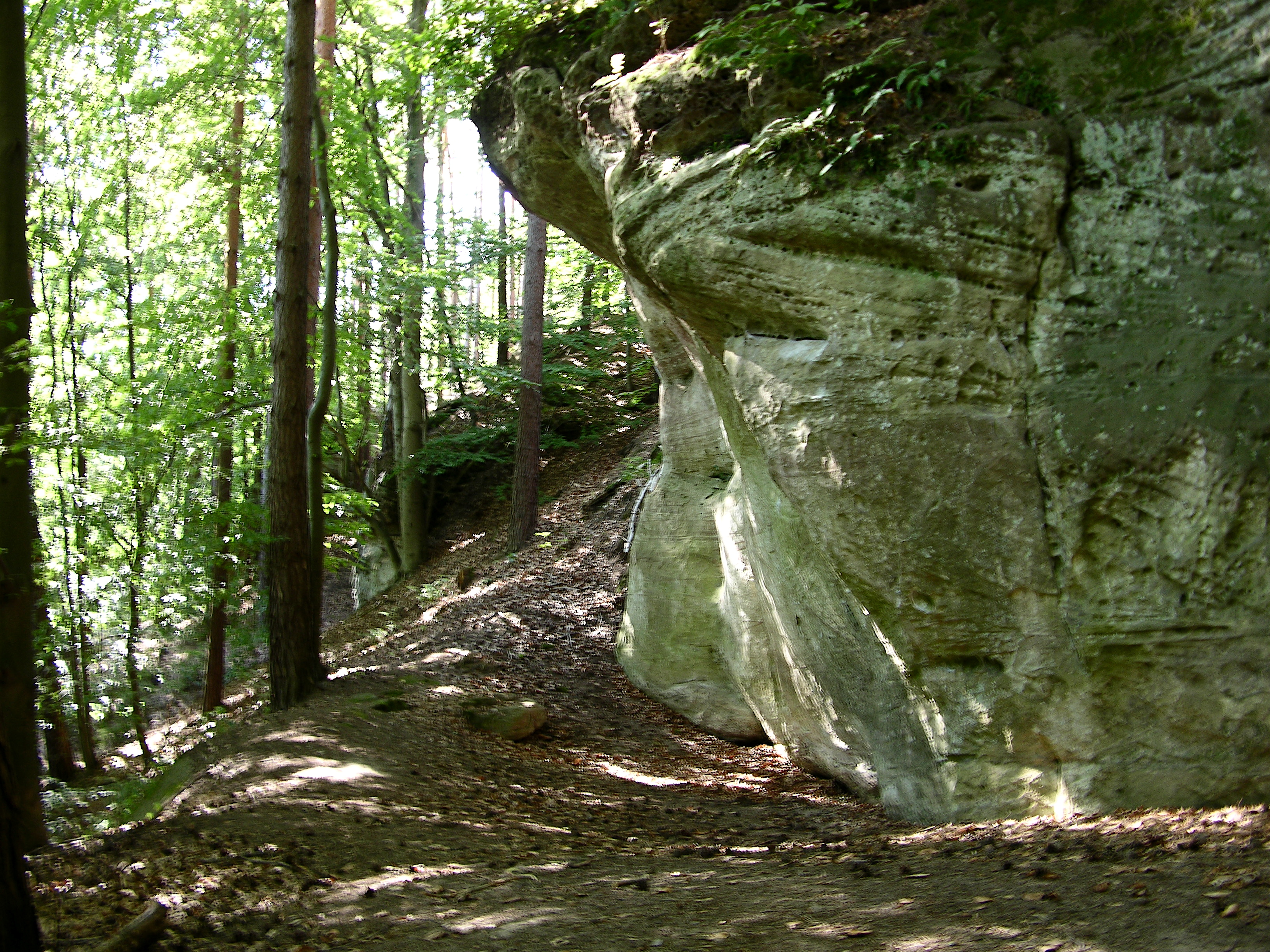
Blick in den durch den Überhang geschützten Innenraum des Abri IX

Der Abri IX ist ein archäologischer Fundplatz an einem Felsüberhang am Bettenroder Berg bei Reinhausen, in der Gemeinde Gleichen, unweit von Göttingen.
Er wurde zwischen 1988 und 1990 umfassend archäologisch untersucht. Der Abri IX nimmt zum einen durch seine intensive menschliche Nutzung, zum anderen durch die dort gemachten chronologischen und naturhistorischen Beobachtungen eine Sonderrolle unter den altsteinzeitlichen Fundplätzen Deutschlands ein.
Der Abri ist etwa 11,5 m breit und etwa 3 m tief, die Höhe beträgt ca. 6,5 m. Der Innenraum hat etwa 30 m² Fläche. Insgesamt erbrachte die Grabung etwa 8.000 Steingeräte und knapp 20.000 Tierknochen. Es konnten mehrere Nutzungshorizonte zwischen Mittelpaläolithikum und Spätmesolithikum nachgewiesen werden.

## Archäologische Besonderheiten
Wie die Höhlen, so gehören auch Abris zu den Orten, die seit der mittleren Altsteinzeit immer wieder von Menschen aufgesucht wurden. Hinzu kommen die außergewöhnlich guten archäologischen Bedingungen unter Abris. Knochen erhalten sich häufig durch den hohen Kalkgehalt der abwitternden Gesteinsbrocken auch in kalkarmen Böden hervorragend. Zudem findet sich unter vielen niedersächsischen Abris eine genau datierbare Ablagerung von Flugasche (Tephra). Diese Asche stammt vom „Laacher-See-Vulkanausbruch“.

## Forschungsgeschichte
Bereits um das Jahr 1900 gab es im Leinetal bei Göttingen eine Reihe von Zufallsfunden von Tierknochen und Steingeräten, die offensichtlich mit nahegelegenen Abris in Verbindung standen. 1935 gab es eine erste Ausgrabung unter einem Abri im Klustal durch H. Krüger vom Städtischen Museum Göttingen. 1966 und 1970 wurden die bisher bekannten Fundstellen und Objekte durch Sickenberg und Raddatz publiziert, wobei auch erstmals auf eine Abri-Problematik und möglichen zukünftigen Forschungsschwerpunkt hingewiesen wurde. Ab 1979 entwickelte sich unter Leitung von Klaus Grote ein fächerübergreifendes Forschungsprojekt zu den Abris im Leinetal. Bis 1992 wurden so rund 1500 Abris erfasst, davon konnten bisher über Sondagen und Probegrabungen 103 archäologisch positiv belegt werden. Besonders in der regionalen Forschungsgeschichte konnte durch das gesamte Projekt zur Abriforschung eine bestehende Lücke geschlossen werden.

## Begehungshorizonte

### Mittelpaläolithikum
Am Bettenröder Berg gelang es erstmals, unter einem Buntsandsteinabri eine mittelpaläolithische Begehung nachzuweisen. Dies ist insofern besonders, als die Entstehung der Abris aufgrund ihrer geologischen Kurzlebigkeit zumeist in die letzte Kaltzeit datiert wird. Damit könnte im Leinebergland zumindest theoretisch mit dem Vorhandensein weiterer Altabris zu rechnen sein.
In der Fundschicht lagen elf geschlagene Artefakte aus Kieselschiefer. Das Material stammte wohl aus Flussschottern des westlichen Harzvorlands oder der Oberweser. Der westliche Teil des Abri barg einige Knochen vom Wildpferd. Eine zugehörige Herd- oder Feuerstelle konnte nicht gefunden werden. Über Vergleiche des Inventars mit dem der nordhessischen Fundplätzen Buhlen und Fritzlar wird diese Besiedlungsphase ins altweichselzeitliche Micoquien datiert.

### Jungpaläolithikum
Nach einer etwas längeren Periode der Nichtbegehung findet sich ein wohl am ehesten ins Magdalenien IV-V zu datierender jungpaläolithischer Fundhorizont. In dieser Phase wurde der Innenraum auf einer Fläche von etwa 4 m² mit ortsfremden Sandsteinplatten ausgelegt. Die Platten sind zwischen 6 und 30 cm groß und stammen wohl aus dem nahegelegenen Wendebach. Sie wurden dem anstehenden Buntsandstein wohl vorgezogen, weil sie nicht mehr aussandeten, sondern durch den Aufenthalt im Wasser kernhart waren. Die Platten wurden wohl als Sitzgelegenheiten, Arbeitsunterlagen und Kochplatten benutzt. Dies legt auch eine Reihe von Kratzspuren auf den Steinen nahe, die wohl am ehesten als Arbeitsspuren angesprochen werden müssen.
Als Jagdbeute dienten wohl vor allem Ren, Wildrind, Wildschwein, Hase und in größerer Anzahl Schneehühner. Rund 7 % der Knochen zeigten die Einwirkung von Feuer, was auf das Kochen der Nahrung hindeutet. Darüber hinaus weist die Anhäufung von Knochenfunden die Herdstelle zusätzlich als zentralen Bezugsort aus. Das Abri wurde wohl im Jungpaläolithikum noch mindestens weitere zwei Male aufgesucht. Allerdings handelte es sich wohl nur um kurzzeitige Begehungen, die keine größeren Fundansammlungen zurückließen.

### Spätpaläolithikum
Direkt unterhalb des Laacher Tuffs findet sich eine spätpaläolithische Begehungsphase. Der Innenraum wird erneut zumindest teilweise mit einem Steinpflaster versehen. Diesmal dominiert allerdings Gesteinsbruch vom Berg selbst. Auch hier findet sich eine Feuerstelle.
Das Jagdwild orientiert sich mit Rothirsch, Wildschwein und Reh eher an waldgebundene Arten. Einige wenige verkohlte Haselnussschalen können als mögliche Beweise von Sammeltätigkeiten gedeutet werden. An diesem veränderten Nahrungsangebot zeigt sich sehr deutlich der ablaufende Klimawechsel. Unter den Steinartefakten dominiert nun nordischer Flint mit 41 Stücken. Zwei dieser Artefakte lassen sich eindeutig als Federmesser ansprechen, womit eine Begehung durch die Federmessergruppe wahrscheinlich wird.

### Frühmesolithikum
Bereits die erste Begehungsphase über dem Laacher Tuff enthält ein deutlich mesolithisches Inventar. Über die gefundenen Schalen der damaligen Schneckenfauna lässt sich diese erste Begehung noch ins Präboreal datieren.
Im folgenden Boreal wurde das Abri in kürzeren Abständen häufiger aufgesucht. Innerhalb der daraus resultierenden Schichtenpackung findet sich eine ganze Reihe von Feuerstellen. Das Sammeln von Nüssen und Früchten wird nun wichtiger, zumindest finden sich größere Mengen verkohlter (unbestimmbarer) Fruchtreste und vor allem Haselnussschalen. Zu diesen Funden passt auch ein als Nussknacker gedeutetes Gerät, mit einer gepickten Mulde auf der Oberseite, offenbar ein Unterlegstein zum Aufschlagen der Schalen.
Oberhalb einer dünnen, fast fundfreien Schicht findet sich der ausgedehnteste mesolithische Wohnplatzhorizont. Neben den bereits genannten Nahrungsquellen finden sich hier auch Süßwassermuscheln, teils zu Schmuck verarbeitet. Es gibt erneut eine zentrale Herdstelle.
Die Besonderheit dieses Siedlungshorizontes sind aber die zwei Kinderbestattungen, die nahe der westlichen Rückwand entdeckt wurden. Es handelte sich um einen etwa anderthalb Jahre alten Jungen und um ein etwa zweieinhalb bis drei Jahre altes Mädchen. Bei beiden handelte es sich um die zum Auffindungszeitpunkt einzigen gesicherten mesolithischen Bestattungen in Niedersachsen. Direkte AMS-Datierungen der Menschenreste konnten allerdings inzwischen einen eisenzeitlichen Zusammenhang der Kinderbestattungen nachweisen (Grab I: ca. 460 v. Chr.; Grab II: ca. 800 v. Chr.).

### Spätmesolithikum
Aus dem Spätmesolithikum liegen noch einmal zwei Siedlungsphasen vor. Aus diesem Horizont liegt ein reichhaltiges Fundmaterial vor, das erneut vor allem Knochen und Steingeräte beinhaltet. Erstmals liegen auch frühe Zeugnisse eines langsamen Überganges zur neolithischen Wirtschaftsweise vor. Es fanden sich wenige verkohlte Getreidereste von Gerste und Emmer. Unter den Tierknochen gibt es Hinweise auf Ziege und Schaf.
Unter den Steingeräten finden sich ebenfalls auffällige Stücke, zwei klingenförmige Flintabschläge mit Sichelglanz, die in ihrer Form den altneolithisch Bandkeramischen „Erntemessern“ sehr nahestehen. Dies legt für diese spätmesolithischen Bewohner einen zumindest entfernten Kontakt zu einer frühen Bauernkultur nahe.